# Hubert Giraud (compositeur)
Pour les articles homonymes, voir Hubert Giraud et Giraud.
Hubert Giraud, né le 3 mars 1920 à Marseille et mort le 16 janvier 2016 à Montreux en Suisse, est un parolier et compositeur français.
Parmi ses compositions les plus connues figurent Sous le ciel de Paris, rendue célèbre par Édith Piaf, La Tendresse (Bourvil puis Marie Laforêt) et Il est mort le soleil et Mamy Blue (Nicoletta).

## Biographie
Hubert Giraud perd son père lorsqu'il a cinq ans, cet événement le rendant asthmatique. Dans un but thérapeutique, le médecin lui conseille la pratique d’un instrument à vent et le jeune Hubert opte pour l’harmonica.
C'est donc en tant qu'harmoniciste qu'il est engagé pour jouer avec le Quintette du Hot Club de France de Django Reinhardt vers la fin des années 1930.
En 1941, il entre dans l’orchestre de Ray Ventura qui lui demande d'apprendre à jouer d'un second instrument. Giraud choisit la guitare. L'orchestre part pour plusieurs années en Amérique du Sud et Giraud va s’imprégner de rythmes exotiques qu’il saura retranscrire plus tard dans beaucoup de ses œuvres. À son retour, six ans plus tard, il est engagé dans l’orchestre de Jacques Hélian. Il crée ensuite son propre groupe avec Roger Lucchesi et Annie Rouvre, le Trio Do-Ré-Mi, mais c’est surtout la composition qui l’attire, ce à quoi il va se consacrer.

### Un grand mélodiste français
Giraud obtient son premier succès en 1950 en composant, avec des paroles de Roger Lucchesi, Aimer comme je t’aime pour l’interprète homonyme Yvette Giraud.
Toujours en 1950, il s’allie avec Jean Dréjac qui va se révéler être l’un des plus talentueux auteurs de son époque. Ils écrivent la chanson-thème du film de Julien Duvivier Sous le ciel de Paris (1951). La chanson Sous le ciel de Paris est créée dans le film par Jean Bretonnière avant d’être reprise par Anny Gould. Mais cette œuvre va prendre sa dimension internationale et devenir une image emblématique de Paris et de la France grâce à des chanteurs qui vont la promener sur les scènes du monde entier : Les Compagnons de la chanson, Jacqueline François, Juliette Gréco, Yves Montand, Jean Sablon et Édith Piaf.

## Interprètes
Principales sources : Encyclopédisque : l'encyclopédie en ligne du 45 tours francophone et  Le répertoire des œuvres de la Sacem : le plus vaste répertoire musical du monde. 
Des années 1950 aux années 1980, Giraud enchaîne succès sur succès pour les interprètes les plus populaires : 
1950
- Fernandel, La Bouillabaisse, paroles de Roger Lucchesi et Jean Sablon.
- Jean Sablon : 
  - Aimer comme je t'aime, paroles de Roger Lucchesi.
  - Pedro Gomez, paroles de Roger Lucchesi.

1951
- Jacques Hélian et son orchestre : chansons du film Musique en tête de Georges Combret et Claude Orval, paroles de Jean Dréjac : Dites-nous M. Jacques Hélian, Musique en tête, L'amour se joue, Tout là-haut, Un amour vient de naître, Près de la fontaine.

1954
- Line Andrès, Mea culpa, paroles de Michel Rivgauche.
- Yves Montand, Les Grognards, paroles de Pierre Delanoë.
- Édith Piaf, Mea culpa, paroles de Michel Rivgauche, la chanson obtient le Grand Prix de Deauville.

1955
- Lucienne Delyle, Les Amants de Ménilmontant, paroles d'Annie Rouvre et Raymond Bravard.
- Dany Dauberson, On s'aimera, paroles de Raymond Bravard.
- Gloria Lasso, Dolorès, paroles de Raymond Bravard.
- Patrice et Mario, On s'aimera, paroles de Raymond Bravard (reprise après Dany Dauberson).
- Édith Piaf : Les Grognards, paroles de Pierre Delanoë (reprise après Yves Montand en 1954).

1956
- Jacqueline François, La Jeunesse, paroles de Jean Dréjac.
- Annie Fratellini,  Un fil sous les pattes, paroles de Jacques Datin.
- Philippe Clay, Un fil sous les pattes, paroles de Jacques Datin (reprise après Annie Fratellini).

1957
- Denise André, Les Amants de Ménilmontant, paroles d'Annie Rouvre et Raymond Bravard (reprise après Lucienne Delyle en 1955).
- Georges Blaness, Pourquoi mon Dieu ?, paroles de Jacques Datin.
- Maria Candido, Buenas noches mi amor, paroles de Marc Fontenoy (reprise après Dalida et Gloria Lasso).
- André Claveau, Buenas noches mi amor, paroles de Marc Fontenoy (reprise après Dalida et Gloria Lasso).
- Philippe Clay, Le Corsaire, paroles de Jacques Datin.
- Dalida, Buenas noches mi amor, paroles de Marc Fontenoy.
- Charles Gentes, Pourquoi mon Dieu ?, paroles de Jacques Datin (reprise après Georges Blaness).
- Jacques Hélian et son orchestre, Je m'balade dans Paname, paroles de Robert Gall.
- Gloria Lasso, Buenas noches mi amor, paroles de Marc Fontenoy.
- Luis Mariano, Que l'amour me pardonne, paroles de Pierre Cour.
- Colette Mars, La Danseuse étoile, paroles de Rolland Valade.
- John William, Tabac, paroles de Robert Gall.

1958
- Juan Catalano :
  - Les Gitans, paroles de Pierre Cour.
  - Les Grognards, paroles de Pierre Delanoë (reprise après Yves Montand en 1955).
  - Mélodie perdue, paroles de Jean Broussolle.
- André Claveau remporte pour la France le Grand Prix du Concours Eurovision de la chanson avec Dors mon amour, paroles de Pierre Delanoë.
- Les Compagnons de la chanson, Mélodie perdue, paroles de Jean Broussolle.
- Dalida :
  - Mélodie perdue, paroles de Jean Broussolle.
  - Les Gitans, paroles de Pierre Cour.
  - Inconnu, mon amour, paroles de Pierre Delanoë et Jean Broussolle.
  - L'amour chante, paroles de Pierre Delanoë et Jean Broussolle.
- Henri Decker: Dors mon amour, paroles de Pierre Delanoë (reprise après André Claveau).
- Jocelyne Jocya, Que l'amour me pardonne, paroles de Pierre Cour (reprise après Luis Mariano en 1957).
- Dario Moreno, Que l'amour me pardonne, paroles de Pierre Cour (reprise après Luis Mariano en 1957).
- Jean Sablon :
  - La Dame en Gris, paroles de Pierre Delanoë.
  - En te quittant, Tahiti, paroles d'Annie Rouvre et Jean Sablon.
- Les Trois Ménestrels, La Danseuse étoile, paroles de Rolland Valade (reprise après Colette Mars en 1957).

1959
- Jacqueline Boyer, Comme au premier jour, paroles de Pierre Dorsey.
- Dalida, Des millions de larmes, paroles de Jean Broussolle.
- François Deguelt, Je te tendrai les bras, paroles de Pierre Dorsey.
- Henri Derbeaux, Un p'tit rhum, paroles de Pierre Cour.
- Sacha Distel :
  - Oui oui oui oui, paroles de Pierre Cour.
  - Rien qu’un au revoir, paroles de Sacha Distel.
- Armand Mestral :  En Ukraine, paroles de Pierre Delanoë.
- Jean Philippe représente la France au Concours Eurovision de la chanson avec Oui, oui, oui, oui, paroles de Pierre Cour, et se place en 3e position.
- Caterina Valente, En Ukraine, paroles de Pierre Delanoë (reprise après Armand Mestral).

1960
- Michèle Arnaud, Pour un grand amour, paroles de Pierre Delanoë.
- Jacqueline Boyer, Pour un grand amour, paroles de Pierre Delanoë.
- Christian Cardin, C'est facile avec toi, paroles de D. Llenas.
- Les Compagnons de la chanson, L’Arlequin de Tolède, paroles de Jean Dréjac.
- Dalida :
  - L’Arlequin de Tolède, paroles de Jean Dréjac.
  - Comme au premier jour, paroles de Pierre Dorsey (reprise après Jacqueline Boyer en 1959).
- François Deguelt, représente Monaco au Concours Eurovision de la chanson avec Ce soir-là, paroles de Pierre Dorsey, et se place en 3e position.

1961
- Michèle Arnaud, Les Cornemuses, paroles de Pierre Delanoë.
- Charles Aznavour, À propos des pommiers, paroles de Charles Aznavour.
- Colette Deréal, représente Monaco au Concours Eurovision de la chanson avec Allons, allons les enfants, paroles de Pierre Delanoë, et elle se place en 10e position.
- Martine Havet, Les Criquets, paroles de Pierre Delanoë (reprise après Paola)
- Simone Langlois, Ton adieu, paroles de Pierre Delanoë.
- Charles Level,  Les Criquets, paroles de Pierre Delanoë (reprise après Paola et Martine Havet).
- Jean-Paul Mauric, Les Filles du midi, paroles de Rolland Valade.
- Nana Mouskouri, Toi que j'inventais, paroles de Maurice Pon et C. Amy.
- Paola, Les Criquets, paroles de Pierre Delanoë.
- Jean-Claude Pascal, Les Cornemuses, paroles de Pierre Delanoë (reprise après Michèle Arnaud).

1962
- Nana Mouskouri , Retour à Napoli, paroles de Pierre Delanoë.

1963
- Bourvil, La Tendresse, paroles de Noël Roux.
- Claude François, Pauvre petite fille riche, paroles de Claude François et Vline Buggy.
- Marie Laforêt, La Tendresse, paroles de Noël Roux (reprise après Bourvil).

1964
- Claude Nougaro écrit les paroles de :
  - Regarde-moi
  - Sensuel.
  - La Marche arrière.
  - Parler aux femmes.
  - Les Petits bruns et les Grands blonds.
- Rika Zaraï, Comme au premier jour, paroles de Pierre Dorsey (reprise après Jacqueline Boyer et Dalida).

1965
- Erik Montry, D'ombre et de soleil, paroles de Frank Gérald et Pierre Delanoë.

1967
- Nicoletta, Il est mort le soleil, paroles de Pierre Delanoë. Immense succès devenu un standard international grâce à l'adaptation anglaise interprétée par Ray Charles et Tom Jones sous le titre The Sun Died.
- Noëlle Cordier : 
  - Elle représente la France au Concours Eurovision de la chanson avec Il doit faire beau là-bas, paroles de Pierre Delanoë et se place en 3e position.
  - Cheese, paroles de Jean Broussolle.
  - La Petite Geisha, paroles de Jean Broussolle.
  - Ce garçon, paroles de Jean Broussolle.
- Mireille Mathieu, Cent fois ma vie, paroles de Jean Broussolle.

1968
- France Gall, Y'a du soleil à vendre, paroles de Robert Gall.
- Nana Mouskouri :
  - L'Enfant et la gazelle, paroles d'Eddy Marnay.
  - Ma maison devant la mer, paroles de Pierre Cour.

1969
- France Gall :
  - Les Gens bien élevés, paroles de Frank Gérald.
  - La Manille et la Révolution, paroles de Boris Bergman.

1970
- Marcel Amont :
  - La Demande en mariage, paroles d'Eddy Marnay.
  - Mac Intosh, paroles de Pierre Delanoë.
  - Moitié orange, moitié citron, musique adaptée d'après Willy Lewis, paroles de Michel Rivgauche et Annie Rouvre.
- Frida Boccara, Tu es le cri de ma jeunesse, paroles d'Eddy Marnay.

1971
- Hubert Giraud décoche sa plume d'auteur et écrit Mamy Blue[3] (également décliné par la suite sous le titre Mammy Blue) qui connaît un succès planétaire :
  - Créée en anglais par Joël Daydé, enregistrée aux studios Olympic de Londres. Joël Daydé ''a eu le feu vert de Barclay, selon les archives privées de la source RDI - http://www.Regardinfos.com, pour enregistrer cette chanson telle qu'il la sentait par rapport au chant, l'arrangement, le choix des musiciens, des choristes, et des studios" où notamment The Beatles et The Rolling Stones ont enregistré. " La différence entre la maquette de Giraud et le résultat final de Daydé est notable ", affirme la première épouse de J. D. qui les a comparées (RDI). En outre, au départ, il n'était pas prévu d'avoir d'autres versions. Mais le groupe hispanique Pop-Tops (en) l'enregistre à son tour dans l'adaptation anglaise effectuée par Phil Trim. Leur version atteint des records de vente, plus d'un million d'exemplaires dans le monde, récompensée par un disque d'or (outre l'Europe, c'est un succès au Japon, au Canada et aux États-Unis dans une moindre mesure). Classée en tête du Top Ten durant près de 4 semaines. Reprises en anglais par Julio Iglesias, Vicky Leandros, Demis Roussos, Roger Whittaker...
  - Nicoletta la reprend avec le texte français signé d'Hubert Giraud. Mais, d'après RDI, "dans la réalité c'est Pierre Delanoë qui l'a écrit, moyennant un chèque de Giraud en guise de droits d'auteur". Cette version contribue grandement au succès de cette chanson qui devient d'ailleurs un titre incontournable du répertoire gospel de Nicoletta. Reprise en français notamment par Céline Dion.
  - Reprises en d'autres langues : 
    - En allemand par Ricky Shayne.
    - En espagnol par les Pop-Tops (en), José Mercé.
    - En italien par Dalida, Ivana Spagna (adaptation effectuée par Herbert Pagani).
- Monique Melsen représente le Luxembourg au Concours Eurovision de la chanson avec Pomme, pomme, pomme, paroles de Pierre Cour et se place en 13e position.

1972
- Séverine, J'ai besoin de soleil, paroles et musique d'Hubert Giraud.

1973
- Nicole Croisille, Il ne pense qu’à toi (Parlez-moi de lui), paroles de Jean-Pierre Lang, musique coécrite avec Jean-Pierre Lang.

1974
- Nicole Croisille, J'aimais un fou, paroles de Pierre Delanoë et Claude Lemesle.
- Les Compagnons de la chanson, Enfin j'ai ma maison, paroles d'Eddy Marnay.
- Ariane Costa, Ne te fache pas, paroles de Pierre Delanoë.
- Line & Willy, Pourquoi pas nous, paroles de Françoise Dorin.
- Les Troubadours, Je te verrai passer, je te reconnaîtrai, paroles de Jacques Demarny et Jean-Pierre Lang.

1975
- Georgia Gibson :
  - Johnny, paroles de Pierre Delanoë et Maurice Tézé.
  - Quand tu es là, paroles de Pierre Delanoë et Maurice Tézé.
- Mina, Comme un homme, paroles de Pierre Delanoë.

1976
- Nicole Croisille, C’est comme un arc-en-ciel, paroles de Pierre Delanoë et Claude Lemesle.
- Les Troubadours, Trois petits soldats, paroles d'Yves Dessca et Thierry Geoffroy.

1977
- Nicole Croisille :
  - La Femme et l’Enfant, paroles de Jean-Loup Dabadie.
  - Tu m’avais dit, paroles d'Eddy Marnay.

1979
- Daniel Beretta et Noëlle Cordier reprennent en duo : Ma maison devant la mer, paroles de Pierre Cour (après Nana Mouskouri en 1968).
- Anne-Marie David représente la France au Concours Eurovision de la chanson avec Je suis l'enfant-soleil, paroles d'Eddy Marnay, et arrive à la 3e place.
- Judith Lay, Enfants de la musique, paroles de Pierre Delanoë et Thierry Geoffroy.

1982
- Hubert Giraud s'associe avec le parolier Eddy Marnay pour écrire pour la jeune Céline Dion Tellement j’ai d’amour pour toi, chanson qui remporte le Grand prix de la chanson au Yamaha Music Festival de Tokyo.
- Jean-Noël Dupré, Coco d'Acapulco, paroles de Jean Dréjac.

1989
- Pierre Vassiliu, Les Grillons, paroles de Pierre Delanoë et Pierre Vassiliu.

1998
Les Trois Ténors, José Carreras, Plácido Domingo et Luciano Pavarotti, lors de leur concert donné à Paris en 1998, interprètent Sous le ciel de Paris, seule chanson française de variété de leur sélection classique, voir l'album The Three Tenors: Paris 1998 (en).

## Musiques de films
- 1951 : Sous le ciel de Paris de Julien Duvivier, chanson Sous le ciel de Paris.
- 1951 : Musique en tête de Georges Combret et Claude Orval
- 1952 : Duel à Dakar de Georges Combret et Claude Orval
- 1953 : Tambour battant de Georges Combret
- 1953 : La Pocharde de Georges Combret
- 1960 : Jazz Boat de Ken Hughes
- 1961 : Le Triomphe de Michel Strogoff de Victor Tourjansky
- 1972 : Le Tueur de Denys de La Patellière
- 2006 : Gratte-papier, court métrage de Guillaume Martinez

## Distinctions
- 1954 : Prix de la Chanson à Deauville avec Mea culpa par Édith Piaf, paroles de Michel Rivgauche.
- 1958 : Grand Prix du Concours Eurovision de la chanson avec Dors mon amour par André Claveau, paroles de Pierre Delanoë.
- 1958 : 1er Prix du Coq d'Or de la chanson française avec Les Gitans, paroles de Pierre Cour.
- 1959 : Grand Prix ORTF avec Oui, oui, oui, oui, par Sacha Distel, paroles de Pierre Cour.
- 1959 : Les deux premiers Prix du Coq d'Or de la Chanson avec Je te tendrai les bras par François Deguelt et Comme au premier jour par Jacqueline Boyer, toutes deux écrites par Pierre Dorsey.
- 1960 : 4e Prix du Coq d'Or de la Chanson Française avec L'Arlequin de Tolède, paroles de Jean Dréjac.
- 1965 : Rose d'Or d'Antibes avec D'ombre et de soleil par Erik Montry, paroles de Frank Gérald et Pierre Delanoë.
- 1982 : Grand prix de la chanson au Yamaha Music Festival de Tokyo pour Tellement j'ai d'amour pour toi par Céline Dion, paroles d'Eddy Marnay.
- 1997 : Grand Prix de la Chanson Française SACEM.
- 2003 : Grand Prix de la Chanson Française SACEM.